# Boo, Bitch
Boo, Bitch és una minisèrie de comèdia estatunidenca creada per Tim Schauer, Kuba Soltysiak, Erin Ehrlich i Lauren Iungerich que es va estrenar a Netflix el 8 de juliol de 2022 amb subtítols en català.

## Repartiment i personatges

### Principal
- Lana Condor com a Erika Vu[4]
- Zoe Colletti com a Gia, la millor amiga de l'Erika des de la infància
- Mason Versaw com a Jake C., de qui l'Erika està enamorada
- Aparna Brielle com a Riley, una noia popular que és la xicota intermitent d'en Jake C. i una enemiga de l'Erika.
- Tenzing Norgay Trainor com a Gavin, l'interès amorós de la Gia i líder de The Afterlifes

### Secundari
- Jami Alix[5] com a Lea, l'amic de la Riley
- Nick Benson com a Chase
- Brittany Bardwell com a Sophia
- John Brantley Cole com al Dr. Vu, el pare de l'Erika
- Van Brunelle com a Oliver Vu, el germà petit de l'Erika
- Austin Fryberger com a Archer
- Conor Husting com a Jake W., el millor amic d'en Jake C
- Alyssa Jirrels com a Alyssa, una mare adolescent
- Michael Solomon com a Jake M., el millor amic d'en Jake C
- Cathy Vu com a Sra. Vu, la mare de l'Erika
- Savira Windyani com a Sail
- Abigail Achiri com a Raven, membre de The Afterlifes
- Reid Miller[5] com a Brad, membre de The Afterlifes
- Jason Genao com a Devon, enemic de la infantesa de l'Erika

### Protagonista convidat
- Madison Thompson[5] com a Emma, cap del comitè de graduació

## Episodis
| Núm. | Títol                             | Direcció            | Guió                            | Data d'estrena original |
| ---- | --------------------------------- | ------------------- | ------------------------------- | ----------------------- |
| 1    | «Life's a Bitch and Then You Die» | Lauren Iungerich    | Erin Ehrlich & Lauren Iungerich | 13 de juliol de 2022    |
| 2    | «Resting Bitch Face»              | Lauren Iungerich    | Lauren Iungerich                | 13 de juliol de 2022    |
| 3    | «Payback's a Bitch»               | Erin Ehrlich        | Erin Ehrlich                    | 13 de juliol de 2022    |
| 4    | «Bitch Slapped»                   | Erin Ehrlich        | Tim Schauer & Kuba Soltysiak    | 13 de juliol de 2022    |
| 5    | «Fake Bitch»                      | Kimberly McCullough | Vivian Huang & Jewel Chanel     | 13 de juliol de 2022    |
| 6    | «Who Dat Bitch?»                  | Kimberly McCullough | Sonia Kharkar                   | 13 de juliol de 2022    |
| 7    | «Bad Bitch»                       | Kimberly McCullough | Stefanie Leder                  | 13 de juliol de 2022    |
| 8    | «Bitch, Bye»                      | Kim Nguyen          | Erin Ehrlich                    | 13 de juliol de 2022    |

## Producció

### Desenvolupament
El 5 de febrer de 2021, Netflix va donar a la productora una comanda de sèrie limitada que constava de vuit episodis. La sèrie està creada per Tim Schauer, Kuba Soltysiak, Erin Ehrlich i Lauren Iungerich. Els mateixos Ehrlich i Iungerich en són els productors executius juntament amb Lana Condor, Jonathon Komack Martin, Blake Goza i Jamie Dooner. La sèrie es va estrenar el 8 de juliol de 2022.

### Càsting
Després de l'anunci de la comanda de la sèrie limitada, Condor també es va anunciar que seria la protagonista. El 27 d'agost de 2021, Zoe Colletti, Mason Versaw i Aparna Brielle es van unir al repartiment com a protagonistes de la sèrie, mentre que Tenzing Norgay Trainor i Jason Genao es van ocupar de papers secundaris. El 13 de juny de 2022, es va informar que Jami Alix, Madison Thompson i Reid Miller també s'hi unirien.

## REBUDA
El lloc web de l'agregador de ressenyes Rotten Tomatoes va informar d'aprovació del 54% amb una puntuació mitjana de 5,1 sobre 10, basada en 13 crítiques. Metacritic, que utilitza una mitjana ponderada, va assignar una puntuació de 47 sobre 100 basada en 7 crítics, cosa que indica "crítiques mixtes o mitjanes".